# Deschutes River Woods
Deschutes River Woods es un lugar designado por el censo ubicado en el condado de Deschutes en el estado estadounidense de Oregón. En el año 2000 tenía una población de 4.631 habitantes y una densidad poblacional de 367.8 personas por km². Para el año 2024 su población ascendió a los 5.732 hab.

## Geografía
Deschutes River Woods se encuentra ubicada en las coordenadas 43°59′33″N 121°21′27″O / 43.99250, -121.35750.

## Demografía
Según la Oficina del Censo en 2000 los ingresos medios por hogar en la localidad eran de $42,717, y los ingresos medios por familia eran $45,046. Los hombres tenían unos ingresos medios de $34,053 frente a los $22,368 para las mujeres. La renta per cápita para la localidad era de $16,934. Alrededor del 8.8% de la población estaban por debajo del umbral de pobreza.